# LiveRadio
Pour l’article homonyme, voir Liveradio.
 (août 2019).
LiveRadio était une radio privée régionale de Bade-Wurtemberg.

## Programme
La radio diffusait des succès des années 1990 aux contemporains, dont un titre live par heure. À ses débuts, la radio se voulait événementiel et ne diffusait pas de publicité. Elle ciblait un public de 20 à 40 ans, très habitué au numérique. Le site Internet comprenait une partie rédactionnelle avec des articles sur la musique.
Propriété de Radio 7 Hörfunk GmbH & Co. KG, ses programmes étaient produits avec Radio 7, Antenne 1 et Radio Regenbogen.
La radio a cessé d'émettre le 1er décembre 2014. Les fréquences numériques ont été reprises par Radio 7 et Radio Regenbogen.

### Source de la traduction
- (de) Cet article est partiellement ou en totalité issu de l’article de Wikipédia en allemand intitulé « LiveRadio » (voir la liste des auteurs).